# Wohnroth
Das Dorf Wohnroth liegt inmitten der Mittelgebirgslandschaft des Hunsrück in der Verbandsgemeinde Kastellaun im Rhein-Hunsrück-Kreis, Rheinland-Pfalz.

## Geographie
Die Ortschaft Wohnroth, im örtlichen Dialekt Woord, liegt in einer Hanglage am Beginn des Wohnrother Tales, das an der Burg Balduinseck endet. Der Ort kann nur über Land- und Kreisstraßen von der ca. 5 km entfernten Hunsrückhöhenstraße erreicht werden.

### Nachbarorte
| Mastershausen | Buch                                        | Kastellaun              |
| Reidenhausen  | Kompassrose, die auf Nachbargemeinden zeigt | Bell                    |
| Blankenrath   | Leideneck und Krastel                       | Völkenroth und Hundheim |

## Geschichte
Wohnroth wird im Jahr 1220 in einer Bestandsaufnahme, dem Liber annalium des Erzbistums Trier genannt. In einer Urkunde aus dem Jahr 1403 wird Wonroth erstmals in einer Urkunde erwähnt.
Mit der Besetzung des linken Rheinufers 1794 durch französische Revolutionstruppen wurde der Ort französisch, 1815 durch den Wiener Kongress eine Neuordnung der Gebiete beschlossen und Wohnroth dem Königreich Preußen zugeordnet. 
Seit 1946 ist die Ortschaft Teil des neu gegründeten Landes Rheinland-Pfalz. Seit dem 17. März 1974 gehört der Ort zur Ortsgemeinde Bell.

## Politik
Politisch wird der Ortsbezirk Wohnroth vom Ortsbürgermeister und dem Ortsgemeinderat Bell vertreten, verfügt aber auch über einen eigenen Ortsbeirat und einen Ortsvorsteher. Der Ortsbeirat besteht aus drei Mitgliedern.
Ortsvorsteher ist Jörg Mähringer-Kunz.